# Чепош (село)
Че́пош — село в Чемальском районе Республики Алтай, административный центр Чепошского сельского поселения.

## География
Село расположено в долине Катуни, в устье реки Чепош, к югу от Горно-Алтайска. Через село проходит асфальтированная автодорога Усть-Сема — Чемал.

## Население
| 2010 | 2011 | 2012 | 2013 | 2014 | 2015 | 2016 |
| ---- | ---- | ---- | ---- | ---- | ---- | ---- |
| 705  | ↗706 | ↗715 | ↗734 | →734 | ↗741 | ↘739 |